# 日者
日者，即占卜師，战国时期至秦汉时期对以占候、卜筮、星占、望氣、测算时日凶吉等为职业的人的通称。
古代以推算时日吉凶为业的人称之为日者，一作“占人”。《墨子·贵义》：“子墨子北之齐，遇日者。日者曰：‘帝以今日杀黑龙于北方，而先生之色黑，不可以北。’”《史记》有日者列传，记龟策占卜之士。秦汉时期，日者一名与占家、方家、卜者混用。后日者方术大部融汇于道教方术之中。北魏置太常日者，属太常。魏孝文帝太和二十三年（499年）定为从七品下。《文选·辨命论》：“管辂岂日者卜祝之流乎？”注：“占候时日，谓之日者。”唐柳宗元《龙城录》卷上《房玄龄为相无嗣》：“房玄龄来买卜成都，日者笑而掩象曰：‘公知名当世，为时贤相，奈无嗣相绍何。’”贾岛《逢博陵故人彭兵曹》：偶逢日者教求禄，终傍泉声拟置家。宋代市语指卜士为日者，沿用古称。
要留意的是，古文中「日者」，若作为「時間副詞」，可以指「往日、以前」或者「近日以來」。

## 延伸阅读
[在维基数据编辑]
 《史記/卷127》，出自司馬遷《史記》